# 納丘·瓦加
伊格納修·「納丘」·瓦加（Ignacio "Nacho" Varga）是AMC電視連續劇《絕命律師》中的虛構人物，由邁克爾·曼多飾演，文斯·吉利根和彼得·古爾德創作。「納丘」·瓦加這一角色的塑造和邁克爾·曼多的演技广受好评。